# Øllgaard Rådgivende Ingeniører A/S
Øllgaard Rådgivende Ingeniører A/S, oprindeligt G.R. Øllgaard, er et rådgivende ingeniørfirma med hovedsæde på Strandvejen 128 i Hellerup.
Virksomheden er grundlagt 1. maj 1902 af civilingeniør Georg R. Øllgaard (1868-1946), hvorefter det blev overtaget af civilingeniørerne Axel P.B. Øllgaard (1907-) og Erling Ravn (1916-). Nuværende adm. direktør er Birgit Øllgaard, mens Jørgen G. Øllgaard er bestyrelsesformand.
Øllgaard er blandt landets førende ingeniørvirksomheder inden for vandforsyning, og selskabet har igennem de sidste 100 år opført et utal af vandtårne og vandværker i Danmark. Derudover udfører Øllgaard projekteringsopgaver for en række danske kommuner og regioner.
Tidligere havde firmaet også en filial i Præstehaven 50 i Aarhus.